# Eduards Višņakovs
Eduards Višņakovs (russisch Эдуа́рд Вишняко́в; * 10. Mai 1990 in Riga, Lettische SSR) ist ein lettischer Fußballspieler. Der Stürmer spielt seit 2022 für den SK Super Nova.

## Karriere

### Verein
Višņakovs stammt aus der Jugend von Skonto Riga und wechselte dann weiter zum FK Daugava Riga. 2009 erhielt Višņakovs einen Vertrag beim Erstligisten FK Ventspils und wurde anschließend an den FC Tranzit ausgeliehen. Im August 2009 kam er zurück zu Ventspils und unterzeichnete einen Dreijahresvertrag bis 2012. Am 15. August 2009 spielte er zum ersten Mal im Trikot des FK Ventspils. Am 1. Oktober 2009 gab er sein Debüt in der UEFA Europa League, als er in der 88. Minute im Spiel gegen den SC Heerenveen für Edgars Gauračs eingewechselt wurde.
Am 28. Juni 2012 wechselte Višņakovs zum kasachischen Meister Schachtjor Qaraghandy. Sein erstes Spiel in der kasachischen Premjer-Liga bestritt er nur drei Tage später gegen Tobyl Qostanai, als er in der 79. Minute eingewechselt wurde. In der UEFA Champions League trat er am 17. Juli 2012 mit Schachtjor gegen den tschechischen Meister Slovan Liberec an, gegen den sie eine 0:1-Niederlage hinnehmen mussten.
Im Juli 2013 wechselte er zum polnischen Erstligisten Widzew Łódź. Dort unterschrieb er nach einem Probetraining zunächst einen Einjahresvertrag. Bei seinem ersten Einsatz gegen Zawisza Bydgoszcz (2:1) schoss Višņakovs beide Siegtore für Łódź. Anfang Dezember 2013 verlängerte er seinen Vertrag vorzeitig bis Juni 2016.
Am 28. August 2014 wechselte Višņakovs zum Ligakonkurrenten Ruch Chorzów, wo er einen Dreijahresvertrag unterschrieb. Sein Debüt für Chorzów machte er am 31. August gegen Lechia Gdańsk (3:3), als er nach seiner Einwechslung ein Tor für seinen neuen Verein schoss. Bereits nach einer Saison wechselte er nach Belgien zum KVC Westerlo. Die Spielzeit 2016/17 verbrachte er als Leihspieler erneut bei Ruch Chorzów, ehe er zu FK Rīgas Futbola skola nach Lettland wechselte. Ab dem  26. März 2019 stand er beim FK Schachzjor Salihorsk unter Vertrag und gewann dort den nationalen Pokal. In der folgenden Spielzeit wurde er an den FK Spartaks Jūrmala verliehen. Nach seiner Rückkehr zu Salihorsk wurde der Vertrag nicht mehr verlängert und Višņakovs wechselte zum CSM Resita nach Rumänien. Dann folgten die polnischen Vereine Pogoń Siedlce und GKS Wikielec. Im Juli 2022 wechselte Visnakovs zum lettischen Erstligisten SK Super Nova.

### Nationalmannschaft
Am 27. März 2008 gab Eduards Višņakovs sein Debüt für die lettische U-19-Nationalmannschaft in einem Testspiel gegen Litauen. Am 11. August 2010 spielte Višņakovs zum ersten Mal für die lettische U-21-Nationalmannschaft in einem Spiel gegen Russland.
Višņakovs kam zum ersten Mal am 11. Oktober 2013  in der lettischen A-Nationalmannschaft im Qualifikationsspiel zur Fußball-Weltmeisterschaft 2014 gegen Litauen zum Einsatz, als er in der 77. Minute für Māris Verpakovskis eingewechselt wurde. Bis 2017 absolvierte er insgesamt 17 Partien, einen Treffer konnte der Stürmer jedoch nicht erzielen.

## Erfolge
- Lettischer Meister: 2011
- Lettischer Pokalsieger: 2011
- Kasachischer Meister: 2012
- Kasachischer Pokalsieger: 2013
- Weißrussischer Pokalsieger: 2019

## Auszeichnungen
- Torschützenkönig der Baltic League: 2010/11 (4 Tore)